# Helle Busacca
(Helle Busacca, da C'è chi nasce un mattino)
Helle Busacca (San Piero Patti, 21 dicembre 1915 – Firenze, 15 gennaio 1996) è stata una poetessa, pittrice e narratrice italiana.

## Biografia
Nata in una famiglia agiata di San Piero Patti, in provincia di Messina, dopo aver trascorso parte della sua giovinezza nel paese natale, Helle si trasferì a Bergamo e successivamente a Milano insieme ai genitori. Laureata in Lettere Classiche presso la Regia Università meneghina, negli anni seguenti fu insegnante di lettere in diversi licei spostandosi negli anni di città in città: Varese, Pavia, Milano, Napoli, Siena e, infine, Firenze, dove morì il 15 gennaio 1996.
Le sue carte (che contengono corrispondenza, bozze e prime stesure di opere pubblicate, nonché numerosi manoscritti inediti) sono conservate in un Fondo speciale presso l'Archivio di Stato di Firenze.
Nel dicembre 2015, in occasione di un convegno sul centenario della nascita, le è stata intitolata la Biblioteca Comunale di San Piero Patti.

## Poetica
(da un curriculum vitae del 1988)
La sua opera, poetica e narrativa soprattutto, mostra una profonda originalità e incisività, che parte spesso dall'intensa testimonianza di un dramma personale e dalla coscienza di un destino tragico.
L'autrice, nutrita di profonda conoscenza della classicità, entra in relazione e si fa influenzare dalla poesia moderna delle più diverse provenienze e culture, ma con particolar predilezione per quella di matrice americana. Nelle sue opere si mostrano suggestioni dalla Beat Generation, da Eliot, da Ezra Pound.
Accanto a tante contaminazioni, la sua opera è segnata da mutevoli variazioni di registro che muovono dalla cruda violenza verbale a vette di astratto e pacato lirismo.
Nota personalmente dolorosa ma poeticamente fruttuosa il ricordo tragico del fratello suicida (Aldo), dal quale la Busacca parte per giungere alle vette sublimi di un "messaggio verso le stelle" e, quasi paradossalmente, alla concreta contemporaneità di un "atto di fede sociale".
La poesia della trilogia ha tirato le conseguenze di questo fatto con la massima drasticità: la parola-zombie della Busacca deriva la sua potenza proprio dal soliloquio-colloquio intimo e disadorno tra un defunto e un morto che parla. 
Algida e luttuosa, la nuova poesia di Helle Busacca rivela la follia o la melancholia della società delle merci e della futura produzione computerizzata del reale per il suo esserne inalienabilmente estranea. Così, se nel mondo delle merci l'iperreale segue ad un altro iperreale… nella poesia della Busacca l'estraneazione fonda la parola del suo «parlato»: una specie di zombie che proviene dal cadavere di un morto: l'assassinio del fratello «aldo»; ciò che rende questa poesia sempre più frontale, surreale e metareale, ipocondriaca, ossessiva, esclusiva, maniacale…
da Giorgio Linguaglossa "Dalla lirica al discorso poetico. Storia della poesia italiana 1945-2010" p. 170

## Critiche e recensioni
Hanno scritto di lei, fra gli altri, Carlo Betocchi, Eugenio Montale, Raffaele Crovi, Giuseppe Zagarrio, Mario Grasso, Domenico Cara, Donato Valli, Gilda Musa, Bortolo Pento, Carlo Bo, Luciano Anceschi, Claudio Marabini, Oreste Macrì, Marco Marchi, Maurizio Cucchi, Gabriella Maleti, Mario Luzi, Alberico Sala, Sergio Solmi, Luigi Testaferrata, Vittorio Sereni, Marcello Venturi, Leonardo Sinisgalli e Giorgio Linguaglossa.

## Opere

### Volumi
- Giuoco nella memoria, Modena, Guanda, 1949
- Ritmi, Varese, Magenta, 1965
- I quanti del suicidio, Roma, S.E.T.I., 1972, ristampa: Bologna, Seledizioni, 1973
- I quanti del karma, Bologna, Seledizioni, 1974
- Niente poesia da Babele, Bologna, Seledizioni, 1980
- Il libro del risucchio, Castelmaggiore, Book, 1990
- Il libro delle ombre cinesi, Fondi, Confrontographic, 1990
- Pene di amor perdute, Ragusa, Cultura Duemila, 1994
- Ottovolante, a cura di Idolina Landolfi, Firenze, Cesati, 1997
- Poesie scelte, a cura di Daniela Monreale, Salerno, Ripostes, 2002
- Vento d'estate, Maser, Amadeus, 1987 (prosa)
- Racconti di un mondo perduto, Genova, Silverpress, 1992 (prosa)

### Su riviste
- «I bestioni e gli eroi»,
- «L'America scoperta e riscoperta», in: Civiltà delle macchine, 1956
- «Il mio strano amico Montale», in: L'Albero, 1986, fascicolo XXXIX

### Opere inedite
- Contrappunto (romanzo autobiografico)
- Controcorrente(romanzo autobiografico)
- Una storia senza storia (racconto)
- De Rerum natura (traduzione da Lucrezio).

## Archivio personale
L'Archivio per la memoria e la scrittura delle donne Alessandra Contini Bonacossi ha curato la raccolta, l'ordinamento ed il deposito delle sue carte presso l'Archivio di stato di Firenze